# 横屋潤
横屋 潤（よこや じゅん、1884年（明治17年）8月5日- 1950年（昭和25年））は、日本の農林官僚であり農林技師である。種馬師となり、東京競馬場長に就任。後年は日本競馬会（現：日本中央競馬会）常務理事となった。日本競馬会の理事長安田伊左衛門を補佐した。名馬であったダイオライト購入にも携わる。岡山県高梁市出身。

## 経歴

### 生い立ち
1884年（明治17年）に岡山県上房郡高梁町（現：高梁市）の新見藩士族である横屋善次の長男として生れる。潤の祖父である横屋幸喬（読み：ゆきたか）は新見藩の槍術師南役であった。弟の次男横屋憲は倉敷紡績工場長・日華紡織監査役、三男横屋猷は長崎大学水産学部教授を務めた。親戚には、イェール大学卒業後、北海道拓殖銀行・十五銀行（後の三井銀行）常務取締役を務めた横山昌次郎がいる。
1899年（明治32年）地元に近い旧制岡山県立高梁中学（現：岡山県立高梁高等学校）に進学する。部活では、野球部で一塁手であった。同期には、第2代山発商店社長（現：アングル）の山本発次郎、大阪無線電気学校（現：大阪電気通信大学）初代校長の長野新十郎、総合商社兼松社長の林荘太郎がいた。
1904年（明治37年）同校を卒業し、旧制第六高等学校へ進学する。高校では端艇部と柔道部に所属していた。特に柔道部においては、強いことでその名を馳せており、1906年（明治39年）には旧制高校柔道界の強豪である第四高等学校の正力松太郎（後の読売新聞社長）とライバルとしてよく対戦していた。1907年（明治40年）6月、同校卒業し、東京帝国大学農科大学獣医科へ進学する。1910年（明治43年）7月、同校を卒業し、陸軍省馬政局に就職する。

### 官僚として
陸軍省馬政局へ入局後、技手になり、青森県上北郡七戸町にある奥羽種馬牧場に配属される。その後、1913年（大正2年）29歳で愛知種馬所長となる。1916年（大正5年）には、秋田種馬所長になり、1922年（大正11年）十勝種馬所長となる。1923年（大正12年）には、種馬牧場の所轄が陸軍省から農商務省へ移る。そして、栃木種馬所の技師となる。同年には欧米に出張する。その後、農商務省が1925年（大正14年）に農林省と商工省へ分割される。農林省に属し、1928年（昭和3年）44歳で畜産局の馬産課長となり、日高種馬牧場長となる。同時期に日本乗馬協会参与も務める。

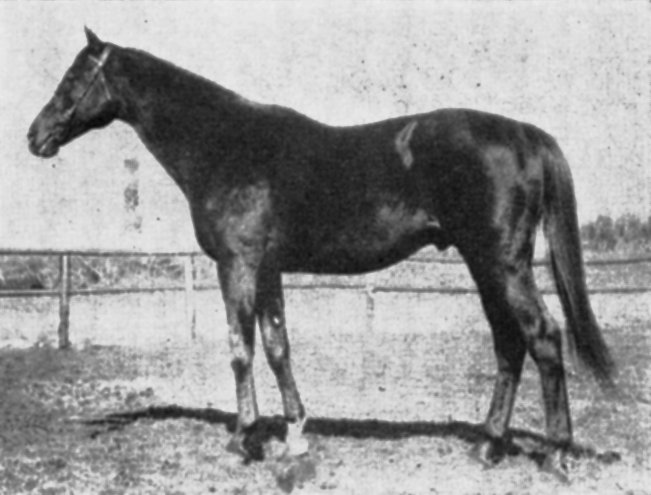
ダイオライト（下総御料牧場種馬）

1929年、1935年にも欧米出張を行い、この経験が後の日本競馬へと繋がる。日本競馬の父と呼ばれる安田伊左衛門らと共に日本競馬会設立委員会の幹事となり、日本競馬会設立に関わる。その後、東京競馬場長となる。途中、1934年5月31日、国より勲三等瑞宝章を受章する。
1936年（昭和11年）宮内省の横屋潤と井上綱雄によって8500ポンドでイギリスから種馬を購入する。名前はダイオライトと呼び、千葉県の下総御料牧場で種牡馬入りし、同じ下総御料牧場のトウルヌソルや岩手県小岩井牧場のシアンモアらと並び、当時のトップクラスといえる高額な馬であった。その期待に応え、1941、1942、1943、1946年と4度に渡って国内リーディングサイアーを獲得するなど大きな成功を収め、1951年に死亡した後、その功績を記念して千葉の船橋競馬場ではダイオライト記念が催されている。
1940年（昭和15年）3月、長年勤めた農林省と宮内省を退官し、日本競馬会（現：日本中央競馬会）常務理事に任命される。このまま終戦を迎えた。従三位勲四等を受賞する。
1950年（昭和25年）東京にて死去。享年66歳であった。

## 欧州出張報告書
横屋潤による欧州出張レポートは、農林官僚としての立場から欧州諸国の農業、畜産、競馬に関する視察結果を報告したものである。本項では、特に競馬に関連する文化、制度、社会的意義について詳述されている点が興味深い。以下に、その要点を記載する。

### 欧州諸国における競馬の位置づけ
横屋が視察を通じて感じたのは、競馬が欧州諸国において単なる娯楽を超えた社会的・経済的な活動として機能しているという点である。競馬は、各国における馬産業の発展を支え、同時に人々の日常生活の一部として定着している。戦時中、一時的に競馬が中断された国もあったが、戦後には各国で競馬が再び盛んになり、その復興の速度と規模は非常に印象的であった。
特にイギリスやフランスでは、競馬が伝統文化の一環として深く根付き、その歴史の重みと社会的意義の大きさが強調いた。競馬は、農業政策や地域社会の経済活動に密接に結びついており、単なるギャンブルとして捉えられる日本の競馬とは異なる次元で展開されている。

### 賭事制度の違い
欧州各国では、競馬の賭事に関する制度が異なり、それが競馬文化に与える影響も多岐に渡る。横屋が特に注目したのは、賭事の方法とその法的枠組みである。
1. イギリスとアメリカ イギリスやアメリカでは「ブックメーカー」方式が主流である。この方式では、個人が観客と直接的に賭けを行う仕組みであり、賭け金の割合や条件がレース直前まで変動する。この柔軟性が観客の興味を引きつけ、競馬の娯楽性を高めている。横屋は、この仕組みが競馬場の活気を生み出す要因であると評価している[23]。
2. フランス・ドイツ・オーストリア フランスやドイツ、オーストリアでは「パリミュチュエル」方式が採用されている。この方式では、賭金の総額から一定の手数料を差し引いた残りを当選者間で分配する仕組みである。フランスでは、賭金の一部が政府および競馬協会に収益として徴収され、その収益が馬産業の振興や公共事業に充てられている。横屋は、これが競馬を国の発展に役立てる優れたモデルであると考えていた[23]。

### 競馬場の特徴
視察の中で、横屋は欧州各国の競馬場にも注目している。競馬場には「永久的なもの」と「一時的なもの」が存在し、その規模や設備には大きな差がある。イギリスやフランスの競馬場は歴史的建造物としての価値も備え、観客が快適にレースを楽しむための工夫が随所に見られる。一方で、ドイツなどでは第一次世界大戦後復興の影響から比較的新しい施設も多く、実用性を重視した設計が特徴的であった。
また、競馬場の立地やコースの形状がレースの見やすさや観客の楽しみ方に影響を与えている点にも触れており、特にフランスのロンシャン競馬場やイギリスのアスコット競馬場など、著名な競馬場はその美しい景観と歴史的背景から観光地としても高い評価を得ていた。

### 競馬と社会的影響
競馬は、農業や畜産業と密接に結びついており、競馬を通じて馬の改良や育成が進む一方で、農業政策の一環としても重要な役割を果たしていた。特にフランスでは、競馬が馬産業全体の発展を支える仕組みとして機能しており、農村部の雇用創出や経済活性化にも寄与していた。加えて、競馬は都市住民の娯楽としても大きな人気を誇り、週末になると多くの人々が競馬場を訪れる。その様子は、単なる賭事を超えた文化的なイベントとしての側面を持っており、競馬に特化した新聞や専門メディアが存在する点も、欧州における競馬の社会的影響力を物語っている。
横屋は、レポート内で欧州の競馬文化が、日本の競馬と異なる次元で、社会に根付いている点を強調している。特に、競馬が単なるギャンブルではなく、農業、経済、文化の発展に寄与する仕組みとして成立していることは、日本の競馬制度を改善する上で参考になると評価していた。また、競馬場の運営や賭事制度の欧米各国の違いを把握することで、日本の競馬文化を国際的な水準へと引き上げるヒントを得たとしている。欧州諸国の競馬文化は、その歴史や社会的背景に基づき多様であるが、それぞれが地域社会や国全体に利益をもたらすよう工夫されていた。この視察は、日本の競馬が単なる娯楽ではなく、社会的意義を持つ産業へと進化する可能性を示唆するものだった。
この横屋の三回に渡る欧州出張は、後の日本競馬に大きな影響を与えることになった。

## 略歴
- 1884年8月 岡山県上房郡高梁町（現：高梁市）に出生
- 1904年 旧制岡山県立高梁中学（現：岡山県立高梁高等学校）を卒業
- 1907年6月 旧制第六高等学校を卒業
- 1910年7月 東京帝国大学農科大学獣医科を卒業
- 1910年8月 陸軍省馬政局に技手として入省、青森の奥羽種馬牧場に配属
- 1913年 29歳で愛知種馬所長へ就任
- 1916年 秋田種馬所長へ就任
- 1922年 十勝種馬所長へ就任
- 1923年 陸軍省から農商務省へ異動、初めての欧米出張
- 1925年 農商務省の分割に伴い、農林省に所属する
- 1928年 44歳で畜産局馬産課長へ就任
- 1929年 第二回欧米出張
- 1934年5月 49歳で勲三等瑞宝章を受賞
- 1935年 第三回欧米出張
- 1936年 宮内省兼務する横屋潤と井上綱雄で名馬・ダイオライトを購入
- 1940年3月 55歳のとき農林省、宮内省を退官、日本競馬会常務へ就任
- 1950年 東京にて死去、享年66歳